# Billard (mathématiques)
Pour les articles homonymes, voir Billard (homonymie).

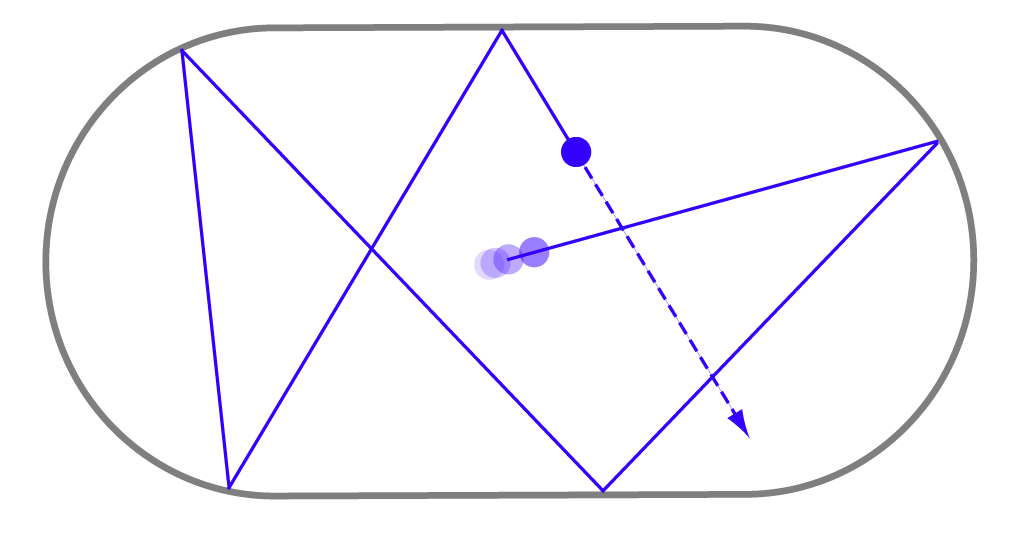
Le stade de Bunimovich est un exemple de billard.

Un billard mathématique est un système dynamique dans lequel une particule alterne des mouvements libres sur une surface et des rebonds sur une paroi, sans perte de vitesse. L'angle de rebond est identique à l'angle d'incidence au moment de choc. Ces systèmes dynamiques sont des idéalisations hamiltoniennes du jeu de billard, mais où le domaine encadré par la frontière peut avoir d'autres formes qu'un rectangle et même être multidimensionnel. Les billards dynamiques peuvent aussi être étudiés sur des géométries non euclidiennes. De fait, les toutes premières études de billards établissaient leur mouvement ergodique sur des surfaces de courbure négative constante. L'étude de billards où la particule évolue à l'extérieur — et non à intérieur — d'une zone donnée s'appelle la théorie du billard externe.
Entre chaque rebond, le mouvement de la particule dans le billard s'effectue à énergie constante. C'est une ligne droite, ou une géodésique si la métrique riemannienne de la table du billard n'est pas plane.
Les questions posées par les billards mettent en jeu de nombreuses notions de géométrie, d'analyse (notamment de topologie) de probabilités.
Les billards mathématiques capturent toute la complexité des systèmes hamiltoniens, de l'intégrabilité au mouvement chaotique, sans les difficultés d'avoir à intégrer les équations du mouvement pour déterminer sa carte de Poincaré. Birkhoff a démontré qu’un système de billard avec une table elliptique est intégrable. 

## Équations du mouvement
L'hamiltonien d'une particule de masse m se déplaçant librement sans frottement sur une surface s'exprime :
{\displaystyle H(p,q)={\frac {p^{2}}{2m}}+V(q)}
où V(q) est un potentiel défini pour valoir zéro à l'intérieur de la région Ω dans laquelle la particule peut se déplacer et l'infini ailleurs :
{\displaystyle V(q)={\begin{cases}0&{\textrm {si}}\,q\in \Omega \\+\infty &{\textrm {si}}\,q\notin \Omega \end{cases}}}
Cette forme de potentiel garantit un rebond élastique (similaire à une réflexion optique) sur la frontière. Le terme cinétique garantit que la particule se déplace à énergie constante. Si la particule évolue dans un champ non euclidien, l’hamiltonien devient :
{\displaystyle H(p,q)={\frac {1}{2m}}p^{i}p^{j}g_{ij}(q)+V(q)}
où gij(q) est le tenseur métrique au point q ∈ Ω. Du fait de la structure très simple de cet hamiltonien, les équations du mouvement de cette particule, les équations de Hamilton-Jacobi, ne sont rien d'autre que des équations de géodésiques sur une surface : la particule parcourt une géodésique.

## Billards spécifiques et classes de billards

### Billard de Hadamard
Les billards de Hadamard décrivent le mouvement d'une particule ponctuelle sur une surface de courbure constante négative, en particulier, la surface de Riemann compacte à courbure négative la plus simple, une surface de genre 2 (une sorte de tore à deux trous). Le modèle admet une solution exacte, à savoir un flux géodésique sur la surface. C'est le premier exemple de chaos déterministe jamais étudié, introduite par Jacques Hadamard en 1898.

### Billard d'Artin
Le billard d'Artin traite du mouvement libre d'une particule ponctuelle sur la surface de courbure constante négative, en particulier, la surface de Riemann compacte à courbure négative la plus simple, une surface avec un point de rebroussement. Il est connu pour admettre des solutions exactes, non seulement ergodiques mais aussi fortement mélangées. C'est un exemple de système d'Anosov. Ce système a été étudié pour la première fois par Emil Artin en 1924.

### Billards dispersifs ou semi-dispersifs
Soit M une variété riemannienne lisse et complète sans frontière, dont la courbure sectionnelle maximale n'est pas supérieure à K et avec le rayon d'injectivité ρ > 0. Soit une collection de n sous-ensembles géodésiques convexes (murs) {\displaystyle B_{i}\subset M}, {\displaystyle i=1,\ldots ,n}, de telle sorte que leurs limites sont des sous-variétés lisses de codimension un. Soit
{\displaystyle B=M\ (\bigcup _{i=1}^{n}\operatorname {Int} (B_{i}))}, où Int(Bi) note l'intérieur de l'ensemble Bi. L'ensemble {\displaystyle B\subset M} est appelé la table de billard.
Soit maintenant une particule qui se déplace à l'intérieur de l'ensemble B avec une vitesse unitaire le long d’une géodésique jusqu’à atteindre l’un des ensembles Bi (ce qu'on appelle une collision) où elle rebondit selon la loi « l'angle de réflexion est égal à l'angle d'incidence » (si elle atteint l'un des ensembles {\displaystyle B_{i}\cap B_{j}}, {\displaystyle i\neq j}, sa trajectoire n'est plus définie). Ce système dynamique est dit billard semi-dispersif. Si les murs sont strictement convexes, le billard est appelé dispersif car un faisceau de trajectoires localement parallèles se disperse après une collision avec une partie de mur strictement convexe, alors qu'il reste localement parallèle s'il heurte une section de mur plate.
La dispersion sur les frontières joue le même rôle pour le billard que la courbure négative pour les flux géodésiques causant une instabilité dynamique exponentielle. C'est précisément ce mécanisme de dispersion qui confère aux billards dispersifs leurs propriétés chaotiques les plus fortes, comme l'a établi Yakov G. Sinai. Les billards sont ergodiques, « mixing », de Bernoulli, avec une entropie de Kolmogorov-Sinai positive et une décroissance exponentielle des corrélations.
Les propriétés chaotiques des billards semi-dispersifs ne sont pas bien si bien comprises. Toutefois, celles d'un type important de billard semi-dispersif, le gaz de balles dures, ont fait l'objet d'études détaillée depuis 1975 (cf. ci-dessous).
Les résultats généraux obtenus par Dmitry Burago et Serge Ferleger sur l'estimation uniforme du nombre de collisions dans un billard semi-dispersif non dégénéré ont permis d'établir la finitude de leur entropie topologique et non plus une croissance exponentielle des trajectoires périodiques. En revanche, les billards «dégénérés» semi-dispersés peuvent présenter une entropie topologique infinie.

### Gaz de Lorentz

Une trajectoire dans le gaz de Lorentz.

La table du gaz de Lorentz est un carré dont on a retiré un disque en son centre ; la table est plate, sans courbure. Le billard revient à étudier le comportement de deux disques rebondissant à l’intérieur du carré et l'un sur l'autre.  En éliminant la variabilité du centre de masse, la dynamique des deux corps en interaction se réduit à la dynamique du billard de Sinaï.
Ce billard a été introduit par Iakov Sinaï comme un exemple de système hamiltonien avec interaction qui présente des propriétés de la thermodynamique : toutes ses trajectoires possibles sont ergodiques et il a un exposant de Liapounov positif.
Sinai a montré avec ce modèle que l'ensemble de Boltzmann-Gibbs classique pour un gaz parfait est fondamentalement une maximisation du billard de Hadamard chaotique.

### Stade de Bunimovich
La table appelée stade de Bunimovitch est oblongue (évoquant la forme d'un stade avec piste d'athlétisme). Jusqu'à ce qu'il soit introduit par Leonid Bunimovich, on pensait que les billards avec exposant de Liapounov positif avaient besoin d'obstacles convexes, tels que le disque du billard du Sinaï, pour produire la divergence exponentielle des orbites. Bunimovich a montré qu'en considérant les orbites au-delà du point de focalisation d'une région concave, il était possible d'obtenir une divergence exponentielle.

### Billards généralisés
Les billards généralisés décrivent le mouvement d'une particule ou masse ponctuelle dans un sous ensemble {\displaystyle \Pi \,\subset \,\mathbb {R} ^{n}} fermé et de bord régulier par morceaux noté Γ. Sur la frontière Γ la vitesse de la particule se transforme sous l'action de la loi de billard généralisée. Les billards généralisés ont été introduits par Lev D. Pustyl'nikov dans le cas général et dans le cas où {\displaystyle \Pi } est parallélépipédique en connexion avec la justification du deuxième principe de la thermodynamique. Du point de vue physique, les billards généralisés décrivent la dynamique d'un gaz constitué d'un grand nombre de particules confinées dans une capacité, alors que les parois de la capacité se réchauffent ou se refroidissent. L'essence de cette généralisation est la suivante : quand la particule frappe la frontière Γ, sa vitesse se transforme selon une fonction donnée f(γ , t), définie sur le produit direct {\displaystyle \Gamma \,\times \,\mathbb {R} ^{1}} (où {\displaystyle \mathbb {R} ^{1}} est la ligne réelle, {\displaystyle \gamma \,\in \,\Gamma } est un point de la frontière et {\displaystyle t\,\in \,\mathbb {R} ^{1}} est le temps), selon la loi suivante. Supposons que la particule percute à la vitesse v la paroi Γ au point {\displaystyle \gamma \,\in \,\Gamma } au temps t*. Alors au temps t* la particule acquiert la vitesse v*, comme lors d'un choc élastique sur une paroi infiniment rigide Γ*, tangente à {\displaystyle \Gamma } au point {\displaystyle \gamma } qui au temps t* se déplace selon la normale à Γ en γ avec la vitesse {\displaystyle \textstyle {\frac {\partial f}{\partial t}}(\gamma ,\,t^{*})}. On rappelle que la paroi reste fixe ; c'est son action sur la particule qui est définie par la fonction f.
La direction positive du mouvement du plan Γ* est orientée vers l'intérieur de Π. Donc si la dérivée {\displaystyle \textstyle {\frac {\partial f}{\partial t}}(\gamma ,\,t)\;>\;0}, alors la particule a une vitesse accrue après l'impact.
Si la vitesse v*, acquise par la particule sous l'effet de la loi de réflexion ci-dessus, est dirigée vers l’intérieur du domaine Π, alors la particule quitte la frontière et se déplace vers l’intérieur de Π jusqu'à la prochaine collision avec Γ. Si la vitesse {\displaystyle v^{*}} est dirigée vers l’extérieur de Π, alors la particule reste sur Γ au point γ jusqu'à ce qu'au temps {\displaystyle {\tilde {t}}\;>\;t^{*}} l'interaction avec la frontière force la particule à décoller.
Si la fonction {\displaystyle f(\gamma ,\,t)} ne dépend pas du temps {\displaystyle t}; i.e., {\displaystyle \textstyle {\frac {\partial f}{\partial t}}\;=\;0}, le billard généralisé coïncide avec le billard classique.
La loi de réflexion généralisée est très naturelle : elle reflète le fait que les parois de la capacité restent en place, que l'action de la paroi sur la particule reste régie par les lois de l'élasticité, mais prend en compte des déplacements infinitésimaux de la paroi.
Le rebond sur la frontière Γ peut être considéré tant dans le cadre de la mécanique classique (cas newtonien) que de la théorie de la relativité (cas relativiste).
Principaux résultats : dans le cas newtonien, l'énergie de la particule est finie, l'entropie de Gibbs est une constante,, (en notes) alors que dans le cas relativiste,l'énergie de la particule, l'entropie de Gibbs, l'entropie par rapport à la phase volume croissent à l'infini.

## Chaos quantique
La version quantique des billards est étudiée de plusieurs façons. L'hamiltonien classique des billards, donné ci-dessus, est remplacé par l'état stationnaire de l'équation de Schrödinger Hψ = Eψ ou, plus précisément,
{\displaystyle -{\frac {\hbar ^{2}}{2m}}\nabla ^{2}\psi _{n}(q)=E_{n}\psi _{n}(q)}
où ∇2 est le Laplacien. Le potentiel qui est infini en dehors de la région Ω mais égal à zéro à l'intérieur correspond aux conditions aux limites de Dirichlet :
{\displaystyle \psi _{n}(q)=0\quad {\mbox{for}}\quad q\notin \Omega }
Classiquement, les fonctions d'onde forment une base orthonormée :
{\displaystyle \int _{\Omega }{\overline {\psi _{m}}}(q)\psi _{n}(q)\,dq=\delta _{mn}}
Curieusement, l’équation de Schrödinger en champ libre est la même que l'équation de Helmholtz :
{\displaystyle \left(\nabla ^{2}+k^{2}\right)\psi =0}
avec
{\displaystyle k^{2}={\frac {1}{\hbar ^{2}}}2mE_{n}}
Cela implique que les billards quantiques bidimensionnels et tridimensionnels peuvent être modélisés par les modes de résonance classiques d'une cavité radar d'une forme donnée, ouvrant ainsi la porte à une vérification expérimentale (L'étude des modes de la cavité radar doit être limitée aux modes transverses magnétiques (TM), car ce sont ceux qui obéissent aux conditions aux limites de Dirichlet).
La limite semi-classique correspond à {\displaystyle \hbar \;\to \;0} qui peut être assimilée à {\displaystyle m\;\to \;\infty }, la masse augmentant pour se comporter classiquement.
En règle générale, on peut dire que chaque fois que les équations classiques du mouvement sont intégrables (par exemple, des tables de billard rectangulaires ou circulaires), la version quantique de la table de billard est entièrement résoluble. Lorsque le système classique est chaotique, le système quantique n'admet généralement pas de solution exacte et est difficile à quantifier et évaluer. L'étude générale des systèmes quantiques chaotiques est connue sous le nom de chaos quantique.
Un exemple particulièrement frappant de stries (« scarring ») sur une table elliptique est donné par l'observation du « mirage quantique ».

### Applications
L'application la plus courante de la théorie du billard quantique est liée aux fibres optiques à double gaine.
Dans ces lasers à fibre, le cœur à faible ouverture numérique confine le signal et la large gaine confine la pompe multimode.
Dans l'approximation paraxiale, le champ complexe de la pompe dans la gaine se comporte comme une fonction d'onde dans le billard quantique. Les modes de gaine avec scarifications peuvent éviter le noyau, et des configurations symétriques renforcent cet effet. Les fibres chaotiques fournissent un bon couplage ; en première approximation, une telle fibre peut être décrite avec les mêmes équations qu'un billard idéalisé. Le couplage est particulièrement médiocre dans les fibres à symétrie circulaire, tandis que la fibre en forme de spirale - dont le noyau est proche du morceau de spirale - présente de bonnes propriétés de couplage. La petite déformation en spirale oblige toutes les scarifications à être couplées au noyau.

### Billards de Sinaï
- (ru) Ya. G. Sinai, « [On the foundations of the ergodic hypothesis for a dynamical system of statistical mechanics] », Doklady Akademii Nauk SSSR, vol. 153, no 6,‎ 1963, p. 1261–1264 (in English, Sov. Math Dokl. 4 (1963) pp. 1818–1822).
- Ya. G. Sinai, "Dynamical Systems with Elastic Reflections", Russian Mathematical Surveys, 25, (1970) pp. 137–191.
- V. I. Arnold and A. Avez, Théorie ergodique des systèms dynamiques, (1967), Gauthier-Villars, Paris. (English edition: Benjamin-Cummings, Reading, Mass. 1968). (Provides discussion and references for Sinai's billiards.)
- D. Heitmann, J.P. Kotthaus, "The Spectroscopy of Quantum Dot Arrays", Physics Today (1993) pp. 56–63. (Provides a review of experimental tests of quantum versions of Sinai's billiards realized as nano-scale (mesoscopic) structures on silicon wafers.)
- S. Sridhar and W. T. Lu, "Sinai Billiards, Ruelle Zeta-functions and Ruelle Resonances: Microwave Experiments", (2002) Journal of Statistical Physics, Vol. 108 Nos. 5/6, pp. 755–766.
- Linas Vepstas, Sinai's Billiards, (2001). (Provides ray-traced images of Sinai's billiards in three-dimensional space. These images provide a graphic, intuitive demonstration of the strong ergodicity of the system.)
- N. Chernov and R. Markarian, "Chaotic Billiards", 2006, Mathematical survey and monographs nº 127, AMS.

### Billards étranges
- T. Schürmann and I. Hoffmann, The entropy of strange billiards inside n-simplexes. J. Phys. A28, page 5033ff, 1995. PDF-Document

### Stade de Bunimovich
- L.A.Bunimovich, « On the Ergodic Properties of Nowhere Dispersing Billiards », Commun Math Phys, vol. 65, no 3,‎ 1979, p. 295–312 (DOI 10.1007/BF01197884, Bibcode 1979CMaPh..65..295B)
- L.A.Bunimovich et Ya. G. Sinai, « Markov Partitions for Dispersed Billiards », Commun Math Phys, vol. 78, no 2,‎ 1980, p. 247–280 (DOI 10.1007/bf01942372, Bibcode 1980CMaPh..78..247B)
- Flash animation illustrating the chaotic Bunimovich Stadium

### Billards généralisés
- M. V. Deryabin and L. D. Pustyl'nikov, "Generalized relativistic billiards", Reg. and Chaotic Dyn. 8(3), pp. 283–296 (2003).
- M. V. Deryabin and L. D. Pustyl'nikov, "On Generalized Relativistic Billiards in External Force Fields", Letters in Mathematical Physics, 63(3), pp. 195–207 (2003).
- M. V. Deryabin and L. D. Pustyl'nikov, "Exponential attractors in generalized relativistic billiards", Comm. Math. Phys. 248(3), pp. 527–552 (2004).

### Vulgarisation
- Jérôme Cottanceau, Le choix du meilleur urinoir : Et 19 autres problèmes amusants qui prouvent que les maths servent à quelque chose !, Paris, Belin, coll. « Science à plumes », 2016, 216 p. (ISBN 978-2-7011-9766-1), chap. 3 (« À quoi servent les maths... À (mal) éclairer sa chambre ? »)